# Evropský pohár v malém fotbale hráčů do 21 let 2016
Evropský pohár v malém fotbale hráčů do 21 let 2016 byl jednodenní turnaj reprezentací do 21 let a konal se v Jevišovicích v Česku, 5. listopadu 2016. Účastnily se ho 4 týmy, které byly rozděleny do 2 semifinálových soubojů. B-tým Česka do 21 let se probojoval do finále, ve kterém porazil Rakousko 7:5 a turnaj vyhrál. Původně se turnaje mělo zúčastnit také Maďarsko, po odhlášení z turnaje je nahradil B-tým Česka.

## Stadion
Turnaj se hrál na jednom stadionu v jednom hostitelském městě: Fotbalový stadion Jevišovice (Jevišovice).

## Vyřazovací fáze

### Pavouk
|  | Semifinále                    | Semifinále                    |   |                               | Finále                        | Finále |  |
|  |                               |                               |   |                               |                               |        |  |
|  | 5. listopadu 2016, Jevišovice |                               |   |                               |                               |        |  |
|  | Česko U21 A                   | 4                             |   |                               |                               |        |  |
|  | Česko U21 B                   | 5                             |   |                               |                               |        |  |
|  |                               |                               |   |                               |                               |        |  |
|  |                               |                               |   |                               | 5. listopadu 2016, Jevišovice |        |  |
|  |                               |                               |   |                               | Česko U21 B                   | 7      |  |
|  |                               | Rakousko                      | 5 |                               |                               |        |  |
|  |                               |                               |   |                               |                               |        |  |
|  |                               |                               |   |                               |                               |        |  |
|  |                               |                               |   |                               | O třetí místo                 |        |  |
|  | 5. listopadu 2016, Jevišovice | 5. listopadu 2016, Jevišovice |   | 5. listopadu 2016, Jevišovice | 5. listopadu 2016, Jevišovice |        |  |
|  | Slovensko                     | 4                             |   | Slovensko                     | 5                             |        |  |
|  | Rakousko                      | 5                             |   |                               | Česko U21 A                   | 3      |  |

#### Semifinále
| 5. listopadu 2016 10:00                              |       |                                                                                 |                               |
| Česko U21 A                                          | 4 : 5 | Česko U21 B                                                                     | Fotbalový stadion, Jevišovice |
| Jan Hloch 3' Lubor Trojánek 9' Daniel Kavka 35', 43' |       | Josef Tošenovský 4' Daniel Kasal 10', 57' Dominik Kunický 18' Jakub Chábera 48' | Fotbalový stadion, Jevišovice |

| 5. listopadu 2016 11:30 |       |          |                               |
| Slovensko               | 4 : 5 | Rakousko | Fotbalový stadion, Jevišovice |
|                         |       |          | Fotbalový stadion, Jevišovice |

#### O 3. místo
| 5. listopadu 2016 14:00                                |       |           |                               |
| Česko U21 A                                            | 3 : 5 | Slovensko | Fotbalový stadion, Jevišovice |
| Daniel Kavka 25' Lubor Trojánek 27' Ondřej Drašnar 49' |       |           | Fotbalový stadion, Jevišovice |

#### Finále
| 5. listopadu 2016 15:30                                                             |       |          |                               |
| Česko U21 B                                                                         | 7 : 5 | Rakousko | Fotbalový stadion, Jevišovice |
| Adam Širůček 7' Jakub Chábera 12', 14', 36' Jan Minx 23', 25' Břetislav Tvrzník 26' |       |          | Fotbalový stadion, Jevišovice |